# Гай Сервилий Гемин (трибун)
Вижте пояснителната страница за други личности с името Гай Сервилий Гемин.
Гай Сервилий Гемин (на латински: Gaius Servilius Geminus) е политик на Римската република през 3 век пр.н.е. по време на Втората пуническа война и голямата загуба в битката при Кана. Произлиза от фамилията Сервилии, клон Гемин.
През 211 пр.н.е. той е народен трибун заедно с Гай Семпроний Блез и Публий Аквилий по времето на консулата на Гней Фулвий Центумал Максим и Публий Сулпиций Галба Максим. Тази година Ханибал напада изненадващо град Рим.